# Amt Plessa
Urząd Plessa (niem. Amt Plessa) - urząd w Niemczech, leżący w kraju związkowym Brandenburgia, w Elbe-Elster. Siedziba urzędu znajduje się w miejscowości Plessa.
W skład urzędu wchodzą cztery gminy:
1. Gorden-Staupitz
2. Hohenleipisch
3. Plessa
4. Schraden